# Jean-François Hue
Jean-François Hue (ur. 1 grudnia 1751 w St-Arnould-en-Yvelines, zm. 26 grudnia 1823 w Paryżu) – francuski malarz.

## Życiorys
Urodzony 1 grudnia 1751 r. w St-Arnould-en-Yvelines, syn kupca z Wersalu. Uczeń Gabriela-François Doyena, a potem Josepha Verneta, w którego pracowni terminował. Bywał także w studiach Simona-Mathurina Lantary i Pierre-Antoine Demachy’ego. Od 30 listopada 1782 r. członek Akademii Francuskiej jako pejzażysta dzięki pracy Vue prise dans la forêt de Fontainebleau. Jego wczesny dorobek zyskał duże uznanie, Hue był jednym z tych malarzy, którzy tworzyli pejzaże bezpośrednio w kontakcie z naturą.
Pomiędzy 1785 i 1786 r. przebywał w Rzymie, co miało duży i długotrwały wpływ na jego późniejszą twórczość. Jego prace obejmowały tematy zaczerpnięte ze starożytności i związane z marynistyką. W 1791 r. otrzymał od Zgromadzenia Narodowego zadanie dokończenia cyklu Ports de France zaczętego przez jego dawnego nauczyciela Verneta. W następnych latach wielokrotnie wystawiał swoje liczne prace. Miał także w okresie rewolucji wkład w konserwację i odnawianie dzieł sztuki.
Zmarł 26 grudnia 1823 r. w Paryżu.